# Josyf Krasycki
Josyf Krasyckyj (ukr. Йосиф Красицький, pol. Józef Krasicki; w 1828 w Hryniowie, zm. 8 grudnia 1908 w Niestanicach) – ksiądz greckokatolicki, ukraiński działacz, polityk starorusiński, poseł do galicyjskiego Sejmu i austriackiej Rady Państwa.

## Życiorys
Ukończył greckokatolickie seminarium duchowne we Lwowie, w 1854 otrzymał święcenia kapłańskie. Był administratorem parafii w Zabłotowcach, w pow. żydaczowskim (1854). Następnie administratorem parafii (1855-1886) i proboszczem (1887-1903) w Derniowie, w pow. Kamionka Strumiłowa. Od 1903 w stanie spoczynku, ostatnie lata życia spędził w Niestanicach w pow. radziechowskim. Członek i aktywny działacz Towarzystwa im. Mychajła Kaczkowskiego. Członek kamioneckiego oddziału Galicyjskiego Towarzystwa Gospodarskiego we Lwowie (1873-1874).
Należał do polityków tzw. partii staroruskiej (moskalofilskiej). Członek Rady Powiatu (1867-1874, 1879-1890) i Wydziału Powiatowego (1874) w Kamionce Strumiłowej, wybierany z grupy gmin wiejskich. Poseł do Sejmu Krajowego Galicji II, III i IV kadencji (1867–1882), Wybrany w IV kurii (gmin wiejskich) z okręgu wyborczego nr 43 Busk-Kamionka-Olesko. Pierwotnie w tym okręgu wybrano Ilka Zahorojki, ale jego wybór unieważniono, następnie wybrano ks. Krasyckiego, ale jego wybór również unieważniono, został wybrany powtórnie w 1869.
Poseł do austriackiej Rady Państwa V kadencji (4 listopada 1873 – 22 maja 1879), wybrany w kurii IV (gmin wiejskich) w okręgu wyborczym nr 19 (Brody Brody-Łopatyn-Załośce-Kamionka Strumiłowa-Busk-Radziechów). W parlamencie austriackim należał do Klubu Ruskiego, będących jednym z posłów starorusińskich (moskalofilskich). 9 marca 1874 poparł wraz z innymi członkami klubu projekt liberalny projekt ustawy wyznaniowej przedstawionej przez rząd, chcąc w ten osłabić pozycję autonomicznych władz Galicji pozostających pod kontrolą polskich konserwatystów.

## Rodzina i życie prywatne
Syn Tomy księdza gr.-kat., proboszcza w Hryniowie, pow. Bóbrka. W 1854 ożenił się z Janą z Hrehorowiczów.